# Le Mas-d'Artige
Le Mas-d’Artige là một xã thuộc tỉnh Creuse trong vùng Nouvelle-Aquitaine miền trung nước Pháp. Xã này nằm ở khu vực có độ cao trung bình 686 mét trên mực nước biển.

## Địa lý
Thị trấn có cự ly khoảng 15 dặm (24 km) về phía nam của Aubusson, tại giao lộ các tuyến đường D8, D28 và tuyến đường D982. Đây là nơi bắt nguồn của sông Creuse.

## Dân số
| 1962                                                        | 1968 | 1975 | 1982 | 1990 | 1999 | 2006 |
| ----------------------------------------------------------- | ---- | ---- | ---- | ---- | ---- | ---- |
| 110                                                         | 145  | 110  | 92   | 84   | 110  | 104  |
| Số liệu điều tra dân số từ năm 1962 Dân số chỉ tính một lần |      |      |      |      |      |      |

## Địa điểm nổi bật
- Nhà thờ thế kỷ 19.
- Nhà cổ tại Vialle.
- Phế tích nhà thờ tại Villefert.